# Râu Sadului
Râu Sadului é uma comuna romena localizada no distrito de Sibiu, na região histórica da Transilvânia. A comuna possui uma área de 52.21 km² e sua população era de 620 habitantes segundo o censo de 2007.